# Clarice Taylor
Clarice Taylor (* 20. September 1917 in Buckingham County, Virginia; † 30. Mai 2011 in Englewood, New Jersey) war eine US-amerikanische Schauspielerin.

## Leben
Clarice Taylor wurde als Tochter von Leon B. Taylor Sr. und dessen Frau Ophelia (Booker) Taylor geboren. Sie war das zweitjüngste von drei Kindern. Ihr Vater arbeitete als Dispatcher für den United States Postal Service; ihre Mutter war Krankenschwester. In den 1920er Jahren zog die Familie nach Harlem, wo Taylor aufwuchs und die Schule besuchte. Oft schwänzte sie, nach eigenen Angaben, die Schule, um die afro-amerikanische Vaudeville-Schauspielerin und Komikerin Jackie „Moms“ Mabley auf der Bühne zu sehen, als diese im Apollo Theatre in Harlem auftrat. Taylors Eltern trennten sich später; der Vater heiratete erneut.
Taylor schloss die High School ab, ging ein Jahr auf die Columbia University, wo sie auch graduierte, und arbeitete dann über 20 Jahre lang beim U.S. Post Office als Schalterbeamtin in der Nachtschicht. Tagsüber und in den Abendstunden arbeitete sie als Schauspielerin.
Taylor absolvierte eine Schauspielausbildung an der New Theatre School in New York City. Ihre Karriere begann sie als Theaterschauspielerin in den 1940er Jahren in New York.
1940 (nach anderen Angaben 1942) gab sie am American Negro Theatre ihr Off-Broadway-Debüt in der Rolle der Sophie Slow in einer Inszenierung des Theaterstücks On Striver's Row von Abram Hill. Weitere Rollen hatte sie dort in den Produktionen Natural Man (1941), als Anne Drake in Home Is the Hunter (1945), als Schwester Maloney in The Peacemaker von Kurt Unkelbach (1946), in Rain von John Colton und Clemence Randolph (1948) und in Skeleton von Nicholas Bela. In den 1950er Jahren trat sie in New York mehrfach am Greenwich Mews Theatre auf, unter anderem in Major Barbara (1953), In Splendid Error von William Branch (1954) und 1955 in Trouble in Mind von Alice Childress.
1967 gehörte sie zu den Gründungsmitgliedern der Negro Ensemble Company, die im New Yorker East Village im St. Marks Playhouse spielte. Dort trat sie seit 1967 und in den 1970er Jahren regelmäßig immer wieder auf.
1975 verkörperte sie am Majestic Theatre in New York die Rolle der Addaperle, die gute Hexe des Nordens, in dem Musical The Wiz – Das zauberhafte Land. 1987 spielte sie in einer Off-Broadway-Produktion am Hudson Guild Theatre in New York in der Uraufführung des Ein-Personen-Stücks Moms von Alice Childress die Rolle von Jackie Mobley, der Großenkelin eines schwarzen Sklaven, die als junges Mädchen zweimal von weißen Männern vergewaltigt wurde, unter anderem vom Sheriff ihrer Heimatstadt in North Carolina. Für diese Bühnenrolle wurde Taylor mit dem Obie Award ausgezeichnet.
Taylor übernahm seit Ende der 1960er Jahre auch mehrere Rollen in US-amerikanischen Fernsehserien und Fernsehfilmen. Besondere Bekanntheit erreichte Taylor durch ihre wiederkehrende Serienrolle in der US-amerikanischen Sitcom Die Bill Cosby Show. Sie spielte Anna Huxtable, die Mutter des Geburtshelfers und Gynäkologen Cliff Huxtable, der von Bill Cosby gespielt wurde. Für diese Rolle erhielt sie 1986 eine Nominierung für den Emmy Award.
Eine weitere wiederkehrende Serienrolle hatte sie als Harriet in der Serie Sesamstraße. Darin verkörperte sie eine Farmersfrau vom Land, die regelmäßig ihren Enkelsohn David in der Stadt besucht. Episodenrollen und Gastrollen hatte sie auch in den Fernsehserien Der Chef (1973), Die Lady mit dem Colt (1985) und Spenser (1986).
Taylor war auch in einigen Kinofilmen zu sehen. Sie spielte die Haushälterin Birdie in dem Thriller Sadistico (1971) von Clint Eastwood. Außerdem hatte sie kleinere Rollen als Mrs. McKay in Otto Premingers Filmdrama So gute Freunde (1971), als Esther in dem Südstaaten-Liebesdrama Sommersby (1993) und als Großmutter Ethel in der Filmkomödie Smoke (1995).

## Privates
Taylor war mit Claude Banks jr. († 1977), einem Pharmareferenten, der unter Herzproblemen litt, verheiratet; die Ehe wurde später wieder geschieden. 1972 zog Taylor mit ihrem Mann nach Los Angeles. Aus der Ehe gingen zwei gemeinsame Söhne hervor. Seit dem Tod ihres Mannes lebte Taylor lange Zeit im New Yorker Stadtteil Harlem. Taylor starb im Alter von 93 Jahren in ihrem Haus in Englewood an den Folgen einer kongestiven Herzinsuffizienz.

## Filmografie (Auswahl)
- 1969: Change of Mind
- 1970: Tell Me That You Love Me, Junie Moon
- 1971: Sadistico (Play Misty for Me)
- 1971: So gute Freunde (Such Good Friends)
- 1973: Der Chef (Ironside) (Fernsehserie, Folge: The Last Payment)
- 1976–1990: Sesamstraße (Sesame Street)
- 1980: Geliebtes Land (Beulah Land) (Miniserie)
- 1981: Nurse (Fernsehserie)
- 1985–1992: Die Bill Cosby Show (The Cosby Show)
- 1985: Die Lady mit dem Colt (Lady Blue) (Fernsehserie, Folge: Death Valley Day)
- 1986: Spenser (Spenser: For Hire) (Fernsehserie, Folge: Rockabye Baby)
- 1993: Sommersby
- 1995: Smoke
- 2008: History of the World in Eight Minutes (Kurzfilm)